# Droga wojewódzka nr 247
Droga wojewódzka nr 247 (DW247) – droga wojewódzka o długości 17 km, w województwie kujawsko-pomorskim łącząca Kcynię z Szubinem.

## Miejscowości przy trasie
- Kcynia
- Zalesie
- Wolwark
- Szubin